# Семён Половец

Герб Белоцерковского полка

Семён (Симеон) По́ловец (укр. Семен Половець; род. до 1613 — умер после 1671) — украинский военный и политический деятель Гетманщины, полковник Белоцерковского полка, войсковой писарь, генеральный обозный, Генеральный судья, сподвижник гетмана Правобережной Украины Петра Дорошенко, тесть гетмана Мазепы.

## Биография
Предположительно Семён Половец — представитель древнего княжеского рода Половцев со Сквира Рожиновских, потомков половецкого хана Туюрхана (Тугоркана), получивших от великого князя киевского Святополка II Изяславича, женатого на ханской дочери, уделы на Сквирщине и Рожнах.
Казаком Белоцерковского полка Семён Половец в 1649 году участвовал в восстании Богдана Хмельницкого и начатой им национально-освободительной войне. Впервые он упоминается в «Реестре Войска Запорожского» 1649 года. Позднее Половец — белоцерковский старшина. Трижды, в 1653—1654 г., 1656 и 1658 годах был полковником Белоцерковского полка, избирался генеральным обозным (1664), в феврале 1671—1672 году — Генеральный судья при гетмане Правобережной Украины Петре Дорошенко.
8 января 1654 года в составе казацкой старши́ны участвовал в подписании Переяславского договора с Русским царством.
Зарекомендовал себя не только храбрым военачальником, но и человеком образованным для своего времени. Много писем С. Половца напечатано в «Актах по истории Южной и Западной России». Некоторые его письма, содержащие важные сведения, выраженные притом в очень ясной и определенной форме, посылались царю Алексею Михайловичу. Есть указание на то, что Московское правительство ему особенно благоволило. Сохранилось Евангелие 1634 года с собственноручною надписью Симеона Половца.
В марте 1654 года, у него произошли какие то разногласия с Богданом Хмельницким, и он оставил пост полковника. В упомянутой надписи на Евангелии, пожертвованной им в церковь Преображения, в которой Белоцерковский полк присягал на верность Русскому Царю в Белой Церкви, Симеон Половец именует себя 14 июня 1654 г. уже бывшим полковником Белоцерковским. Но в 1658 году С. Половец снова стал на некоторое время полковником в Белой Церкви и принимал деятельное участие в военных действиях.
В 1660 году Симеон Половец был войсковым писарем, причëм один из современников писал про него: 

Писарь Семëн Половец весь принадлежит царю и поставлен царем— Семен Глуковской
. Эти слова стали как бы девизом рода Половцев и Половцовых. Через своих дочерей Половец породнился с двумя гетманами — Петром Дорошенко и Иваном Мазепой. Внуки Семёна Половца через браки стали родственными также с казацкими родами Горленко, Зеленских и Трощинских.
Дальний его родственник Архиепископ Литовский и Виленский Ювеналий живо интересовался судьбами и деятельностью своего пращура.

## Семья
Дети:
- Андрей Семёнович
- Фёдор Семёнович
- Ефросиния Семёновна
- Анна Семёновна — жена гетмана Правобережной Украины Петра Дорошенко
- Ганна Семёновна — в первом браке жена полковника Белоцерковского Самойлы (Самила) Фридрикевича, во втором — жена гетмана Ивана Мазепы

Внук Симеона Половца — казак Иван Андреевич Половец, был вëрстан по указу Петра Великого 12 июня 1702 года поместным окладом на Великих Луках, «за бои в ливонских и немецких землях», и поименован в указе уже не Половцем, а Половцовым.